# Her Jungle Sweetheart
Her Jungle Sweetheart è un cortometraggio muto del 1915 diretto da Giles Warren. Prodotto dalla Selig Polyscope Company, aveva come interprete Edith Johnson.

## Trama
Sylvia vive nella giungla africana insieme a suo padre, un botanico. La giovane ha sviluppato un grande amore, ricambiato, per gli animali selvaggi che sembrano subire il suo strano potere. Un giorno, Sylvia ferma due cacciatori che stanno per uccidere alcuni dei "suoi" animali. Si tratta di due americani, padre e figlio, e George, il ragazzo, che si è innamorato di lei, le promette che non caccerà in quelle zone. Sylvia, ben presto, resta però sola dopo la morte del padre. Sola, ma accudita dal fedele Boto, il servitore, e in compagnia dei suoi animali.

Sono passati diversi anni. Sylvia, diventata una donna bellissima, fa sensazione con i suoi spettacoli dove si esibisce con gli animali della giungla (che usa anche per mettere a posto degli ammiratori un po' troppo intraprendenti). Un giorno Boto, ammalato, viene raccolto da George che non vede ormai da anni la sua innamorata della giungla, della quale ha ormai perso ogni traccia. Il giovane, portando a casa il fedele servitore, scopre che inconsapevolmente, Boto è stato il mezzo per riunirlo alla sua innamorata.

## Produzione
Il film fu prodotto dalla Selig Polyscope Company. Fu uno dei numerosi film che il produttore William Nicholas Selig mise in cantiere per sfruttare il suo zoo di animali che usò sia per le proprie pellicole, sia dandoli in affitto ad altre case di produzione.

## Distribuzione
Distribuito dalla General Film Company, il film - un cortometraggio in una bobina - uscì nelle sale cinematografiche statunitensi il 10 aprile 1915.